# Piękna Amerykanka
Piękna Amerykanka (fr. La Belle Américaine) – francuski film komediowy z 1961 roku, w reżyserii Roberta Dhéry.

## Fabuła
Bogaty przemysłowiec pozostawia w spadku swojej sekretarce piękny, amerykański samochód. Wściekła wdowa postanawia tanio sprzedać pojazd. Nowym właścicielem zostaje skromny robotnik, Marcel. Przejazd ulicami miasta za kółkiem nowego nabytku wywołuje na sąsiadach Marcela ogromne wrażenie. Życie jego i jego bliskich zmienia się.

## Obsada
- Louis de Funès – Bracia Viralot, sekretarz komisariatu i szef personelu
- Robert Dhéry – Marcel Perrignon
- Eliane D'Almeida – Simone
- Alfred Adam – Adam
- Colette Brosset – Paulette Perrignon
- Didier Daix – Bernapic
- Jacques Fabbri – Fatso